# Zmarli w październiku 2015

## Październik 2015
- 31 października
  - Ants Antson – estoński łyżwiarz szybki reprezentujący ZSRR, mistrz olimpijski i mistrz Europy[1]
  - Thomas Blatt – polsko-amerykański pisarz pochodzenia żydowskiego, więzień i uczestnik buntu więźniów obozu zagłady w Sobiborze[2]
  - Charles Herbert – amerykański aktor dziecięcy[3]
  - Tadeusz Jodłowski – polski grafik, plakacista, scenograf[4]
  - Piotr Karnkowski – polski geolog naftowy, dr hab. inż.[5]
  - Michael Leonard – amerykański kompozytor i aranżer[6]
  - David Shugar – polski biofizyk, twórca polskiej szkoły biofizyki molekularnej, mąż Grace Wales Shugar[7]
- 30 października
  - Jerzy Antepowicz – polski śpiewak, działacz podziemia niepodległościowego w czasie II wojny światowej[8]
  - Mel Daniels – amerykański koszykarz[9]
  - Danuta Majewska – polska lekkoatletka, dyskobolka[10]
  - Al Molinaro – amerykański aktor[11]
  - Edward Mróz – polski trener biegaczek narciarskich[12]
  - Sinan Şamil Sam – turecki bokser, mistrz świata i Europy[13]
  - Gus Savage – amerykański polityk Partii Demokratycznej[14]
  - Norm Siebern – amerykański baseballista[15]
  - Barbara Szteke – polska chemiczka, prof. dr hab. nauk rolniczych[16]
  - Piotr Wakuliński – polski brydżysta, mistrz krajowy, członek PZBS, dwukrotny wicemistrz Polski w brydżu sportowym[17]
  - Mieczysław Woźny – polski scenarzysta filmów animowanych Studia Filmów Rysunkowych w Bielsku-Białej[18]
  - Monika Zbrojewska – polska polityk, prawniczka, wiceminister sprawiedliwości 2014–2015[19]
- 29 października
  - Luther Burden – amerykański koszykarz[20]
  - Kenneth Gilbert – angielski aktor[21]
  - Zbigniew Kapturski – polski gitarzysta i wokalista[22]
  - Mariola Platte – polska pisarka, poetka, eseistka, felietonistka i autorka tekstów piosenek[23]
  - Ranko Žeravica – serbski trener koszykówki[24]
- 28 października
  - Diane Charlemagne – angielska wokalistka, muzyk zespołu Urban Cookie Collective[25]
  - Krzysztof Żmijewski – polski inżynier, profesor Politechniki Warszawskiej[26]
- 27 października
  - Betsy Drake(inne języki) – amerykańska aktorka i pisarka[27]
  - Mikołaj (Mrđa) – serbski biskup prawosławny, metropolita Dabaru i Bośni[28]
- 26 października
  - Willis Carto – amerykański polityk[29]
  - S. Barry Cooper – brytyjski matematyk[30]
  - Krystyna Grzelak – polska biochemiczka, doktor habilitowany nauk biologicznych w zakresie biochemii, pracownik naukowy Instytutu Biochemii i Biofizyki PAN[31][32]
  - Giuseppe Nazzaro – włoski biskup katolicki[33]
  - Sam Sarpong – brytyjski aktor i model[34]
- 25 października
  - Wojciech Fangor – polski malarz, grafik, plakacista i rzeźbiarz[35]
  - Janusz Mikulicz – polski polityk i samorządowiec[36]
  - Georg Müller – niemiecki biskup katolicki[37]
  - Flip Saunders – amerykański trener koszykówki[38]
- 24 października
  - Antoni Jakubowski – polski motorowodniak, mistrz Europy[39]
  - Zdzisław Jaskuła – polski poeta, pisarz, reżyser[40]
  - Ján Chryzostom Korec – słowacki duchowny katolicki, kardynał[41]
  - Maureen O’Hara – amerykańska aktorka filmowa i piosenkarka pochodzenia irlandzkiego[42]
  - Nat Peck – amerykański puzonista jazzowy[43]
- 23 października
  - Piotr Antosik – polski matematyk, doktor habilitowany nauk matematycznych[44]
  - Leon Bibb – amerykański piosenkarz folkowy i aktor[45]
  - Guðbjartur Hannesson – islandzki polityk i nauczyciel, przewodniczący Althingu (2009), minister (2010–2013)[46]
  - Krunoslav Hulak – chorwacki szachista[47]
  - Roar Johansen – norweski piłkarz[48]
  - Bill Keith – amerykański muzyk country grający na banjo[49]
  - Andrzej Kuczkowski – polski lekarz, samorządowiec i działacz społeczny[50]
  - James Roberts – kanadyjski hokeista[51]
  - Kazimierz Śliwa – polski wojskowy, żołnierz Armii Andersa, podoficer Polskich Sił Zbrojnych na Zachodzie i Armii Krajowej, cichociemny[52]
  - Paride Tumburus – włoski piłkarz[53]
  - Wiesław Włodarczak – polski samorządowiec, wójt gminy Kaźmierz (1991–2004), kawaler orderów[54][55]
- 22 października
  - Peter Baldwin – brytyjski aktor[56]
  - Juan Ferrer – kubański judoka[57]
  - Louis Jung – francuski polityk, senator, przewodniczący Zgromadzenia Parlamentarnego Rady Europy (1986–1989)[58]
  - Jerome Kass(inne języki) – amerykański scenarzysta i pisarz[59]
  - Tadeusz Kowalski – polski weteran II wojny światowej, pułkownik WP w stanie spoczynku, kawaler Orderu Virtuti Militari[60]
  - Mark Murphy – amerykański piosenkarz jazzowy[61]
  - Wiesław Marian Olszewski – polski historyk, podróżnik[62]
  - Jurij Shalapko – polski wykładowca akademicki, dr hab. inż., prof. nadzw. UTP[63]
- 21 października
  - Marty Ingels – amerykański aktor[64]
  - Czesław Jakubik – polski żołnierz, uczestnik II wojny światowej, działacz kombatancki, kawaler orderów[65]
  - Marek Łyszczak – polski ekonomista, doktor habilitowany nauk ekonomicznych[66]
  - William Murray – brytyjski (szkocki) polityk i prawnik, członek Izby Lordów, eurodeputowany[67]
  - Andrzej Zawiślak – polski polityk, profesor nauk o organizacji i zarządzaniu, poseł na Sejm X kadencji, w 1991 minister przemysłu i handlu[68]
- 20 października
  - Ena Kadić – bośniacko-austriacka modelka, Miss Austrii (2013)[69]
  - Feliks Krystkowiak – polski piłkarz, mistrz Polski (1947)[70]
  - Kazimierz Łaski – polsko-austriacki ekonomista[71]
  - Michael Meacher – brytyjski polityk Partii Pracy[72]
  - Brian Oliver – australijski lekkoatleta[73]
  - Andrzej Rakoczy – polski lekarz, specjalista w zakresie chorób  wewnętrznych, doktor habilitowany nauk medycznych[74]
  - Don Rendell – angielski saksofonista, flecista i klarnecista jazzowy[75]
  - Igor Sawin – polski aktor i scenarzysta[76]
  - Ian Steel – szkocki kolarz[77]
  - Cory Wells – amerykański piosenkarz[78]
  - Zbigniew Wierzbicki – polski architekt[79]
- 19 października
  - Ron Greener – angielski piłkarz[80]
  - Janusz Misiewicz – polski filolog, profesor zwyczajny UMCS[81]
  - Mieczysław Pisz – polski piłkarz[82]
  - Alessandro Plotti – włoski biskup katolicki[83]
- 18 października
  - Dżamal al-Ghitani – egipski pisarz[84]
  - Hanna Konopka – polska historyk[85]
  - Bronisław Sendyka – polski specjalista energetyki, budowy i eksploatacji maszyn, prof. dr hab. inż.[86]
  - Sylwester Szyszko – polski reżyser filmowy[87]
  - Frank Watkins – amerykański muzyk metalowy, basista i kompozytor znany z zespołów Obituary i Gorgoroth[88]
- 17 października
  - Joanna Barańska – polski historyk sztuki, publicystka, działaczka na rzecz dialogu polsko-żydowskiego, założycielka i prezes Towarzystwa Przyjaźni Polska-Izrael[89]
  - Karol Colonna-Czosnowski – polsko-brytyjski hodowca koni, uczestnik kampanii włoskiej, autor książki wspomnieniowej[90]
  - Danièle Delorme – francuska aktorka i producentka filmowa[91]
  - Ewa John – polska chemiczka, nauczycielka akademicka, profesor Uniwersytetu Śląskiego w Katowicach[92]
  - Howard Kendall – angielski piłkarz i trener piłkarski[93]
  - Bogumił Płonka – polski lekarz, specjalista protetyki stomatologicznej i stomatologii, prof. dr hab.  wykładowca AM we Wrocławiu[94]
  - Mieczysław Saar – polski artysta malarz[95]
- 16 października
  - Michaił Burcew − radziecki szermierz[96]
  - Bogdan Chruścicki – polski dziennikarz sportowy[97]
  - John Jennings – amerykański muzyk country[98]
  - Barbara Orzechowska – polska florecistka i trenerka szermierki, olimpijka (1960)[99]
  - Vera Williams(inne języki) – amerykańska autorka i ilustratorka książek dla dzieci[100]
  - Tadeusz Franciszek Wiśniewski – polski działacz podziemia niepodległościowego w czasie II wojny światowej, kawaler orderów[101]
- 15 października
  - Michael Stevens – amerykański producent filmowy[102]
- 14 października
  - Nurłan Bałgymbajew – kazachski polityk[103]
  - Marianne Dickerson – amerykańska lekkoatletka, maratonka[104]
  - Mathieu Kérékou – beniński polityk[105]
  - Florenta Mihai – rumuńska tenisistka[106]
  - Kazimierz Obodyński – polski profesor, długoletni dziekan Wydziału Wychowania Fizycznego Uniwersytetu Rzeszowskiego[107][108]
  - Konrad Pustoła – polski fotograf[109]
  - Jerzy Szymoński – polski geodeta, autor podręczników akademickich, dyrektor budowy Domu Słowa Polskiego[110]
  - Andrzej Terlecki – polski sędzia żużlowy[111]
- 13 października
  - Tadeusz Andrzejczyk – polski lekkoatleta, 2-krotny mistrz Polski w rzucie dyskiem, publicysta wędkarski[112]
  - Duncan Druce – angielski kompozytor, skrzypek i muzykolog[113]
  - Elżbieta Junosza-Stępkowska – polska dziennikarka[114]
  - Ryszard Kubiczek – polski wojskowy, generał brygady LWP[115]
- 12 października
  - Duncan Druce – angielski kompozytor i muzykolog[116]
  - Joan Leslie – amerykańska aktorka[117]
- 11 października
  - Dean Chance – amerykański baseballista[118]
  - Elżbieta Hübner-Woźniak – polski biolog, specjalistka biochemii wysiłku fizycznego oraz teorii sportu, prorektor warszawskiej AWF[119]
  - Irena Lasak – polski archeolog, doktor habilitowany nauk humanistycznych w zakresie archeologii, profesor nadzwyczajny UWr[120]
  - Jolenta Schneider – polski biolog, specjalistka filologii roślin, prof. dr hab.[121]
- 10 października
  - Diepreye Alamieyeseigha – nigeryjski polityk[122]
  - Roman Michał Andrzejewski – polski biolog i ekolog, profesor nauk biologicznych, wiceminister ochrony środowiska (1989–1992)[123]
  - Marzanna Doering – polska dziennikarka[124][125]
  - Richard Heck – amerykański chemik, laureat Nagrody Nobla (2010)[126]
  - Lidia Kozubek – polska pianistka i pedagog[127]
  - Steve Mackay – amerykański saksofonista[128]
  - Andrzej Redosz – polski aktor[129]
  - Janusz Stąpór – polski samorządowiec i nauczyciel, starosta kozienicki (2006–2015)[130]
- 9 października
  - Roman Bar – polski działacz podziemia niepodległościowego w czasie II wojny światowej, powojenny działacz kombatancki, kawaler orderów[131]
  - Ryszard Bissinger – polski piłkarz ręczny, wielokrotny reprezentant Polski[132]
  - Andrzej Dziatlik – polski rysownik, satyryk[133]
  - Geoffrey Howe – brytyjski polityk, członek Partii Konserwatywnej[134]
  - Ravindra Jain – indyjski piosenkarz i kompozytor muzyki filmowej[135]
  - Dave Meyers – amerykański koszykarz[136]
  - Larry Rosen – amerykański przedsiębiorca, producent, muzyk i inżynier dźwięku[137]
- 8 października
  - Richard Davies – walijski aktor[138]
  - Jim Diamond – szkocki piosenkarz, gitarzysta i autor piosenek[139]
  - Lindy Infante – amerykański futbolista[140]
  - Zygmunt Mackiewicz – polski lekarz, chirurg, prof. dr hab. n. med., prezes Towarzystwa Chirurgów Polskich (1997–1999)[141]
  - Paul Prudhomme – amerykański restaurator[142]
  - Alina Szostak-Grabowska – polska koszykarka[143]
- 7 października
  - Jerzy Stanisław Czajkowski – polski poeta i publicysta[144]
  - Dominique Dropsy – francuski piłkarz[145]
  - Harry Gallatin – amerykański koszykarz[146]
  - Michał Jagodziński – polski dziennikarz, działacz opozycji demokratycznej w PRL, redaktor naczelny i prezes Polskiego Radia PiK[147]
  - Zbigniew Kuciewicz – polski trener sportowy, żołnierz ZJ, NSZ, powstaniec warszawski, prezes Związku Żołnierzy NSZ[148]
  - Szczepan Łukasiewicz – polski lekarz, chirurg, prof. dr hab. n. med.[149]
  - Arthur Woods – nowozelandzki rugbysta[150]
  - Jurelang Zedkaia – polityk z Wysp Marshalla[151]
- 6 października
  - Kevin Corcoran – amerykański aktor dziecięcy, producent, reżyser[152]
  - Árpád Göncz – węgierski polityk, prawnik, pisarz, tłumacz, działacz węgierskiej opozycji demokratycznej, prezydent Republiki Węgierskiej (1990–2000)[153]
  - Zbigniew Kozaczek – polski działacz podziemia niepodległościowego w czasie II wojny światowej, działacz kombatancki[154]
  - Billy Joe Royal – amerykański piosenkarz rock and roll i country[155]
  - Sandra Spuzich – amerykańska golfistka[156]
- 5 października
  - Chantal Akerman – belgijska reżyserka awangardowa, scenarzystka i aktorka[157]
  - Frank Albanese – amerykański aktor[158]
  - Tadeusz Bross – polski kardiochirurg, dr hab. n. med, profesor Akademii Medycznej im. Piastów Śląskich[159]
  - Henning Mankell – szwedzki pisarz, dziennikarz, reżyser i autor sztuk teatralnych[160]
  - Włodzimierz Olszewski – polski prawnik, sędzia i adwokat[161]
  - Karol Sycylijski (książę Kalabrii) – hiszpański arystokrata[162]
- 4 października
  - Michał Kelles-Krauz – polski ekonomista, dr hab. inż., rektor Wyższej Szkoły Handlu i Finansów Międzynarodowych im. Fryderyka Skarbka w Warszawie[163]
  - Neal Walk – amerykański koszykarz[164]
  - Jerzy Ryszard Zielnica – polski specjalista w zakresie mechaniki, prof. dr hab. inż., wykładowca Politechniki Poznańskiej[165]
- 3 października
  - Denis Healey – brytyjski polityk[166]
  - Zbigniew Jaśniewicz – polski działacz podziemia niepodległościowego w czasie II wojny światowej, kawaler Orderu Virtuti Militari[167]
  - João Leithardt Neto – brazylijski piłkarz[168]
  - Dave Pike – amerykański wibrafonista jazzowy[169]
  - Christopher Tambling – brytyjski kompozytor, organista i dyrygent[170]
  - Franciszek Walicki – polski dziennikarz muzyczny[171]
- 2 października
  - Józef Chrobak – polski znawca sztuki[172]
  - Brian Friel – irlandzki pisarz, prozaik i dramaturg[173]
  - Alex Giannini – brytyjski aktor[174]
  - Coleridge Goode – brytyjski kontrabasista jazzowy[175]
  - Johnny Paton – szkocki piłkarz[176]
  - Krzysztof Szot – polski reżyser, scenarzysta i montażysta[177]
- 1 października
  - Don Edwards – amerykański polityk Partii Demokratycznej[178]
  - Paweł Fietkiewicz – polski rzeźbiarz, złotnik[179]
  - Stanisław Kociołek – polski polityk i działacz komunistyczny[180]
  - Stefan Kwiatkowski – polski ekonomista, profesor zwyczajny, wykładowca Uniwersytetu Warszawskiego[181]
  - Eugeniusz Mikulski – polski działacz polityczny i kombatancki, wiceprezes Ogólnopolskiego Związku Żołnierzy Batalionów Chłopskich[182]
  - Hadi Nouruzi – irański piłkarz[183]
  - Jerzy Podonowski – polski działacz podziemia niepodległościowego w czasie II wojny światowej, powojenny działacz kombatancki, kawaler orderów[184]